# Six Jours d'Amsterdam
Les Six Jours d'Amsterdam (en néerlandais : Zesdaagse van Amsterdam) sont une course cycliste de six jours disputée au vélodrome d'Amsterdam, aux Pays-Bas. Vingt-deux éditions ont lieu entre 1932 et 2014.
La première édition des Six Jours d'Amsterdam a lieu du 18 au 24 novembre 1932 dans le bâtiment de la RAI (Rijwiel en Automobiel Industrie), salon de l'industrie néerlandaise de l'automobile et du cycle. Jan Pijnenburg et Piet van Kempen sont les premiers vainqueurs.
La cinquième édition n'est disputée qu'en 1966, dans les nouveaux locaux de la RAI, à l'Europaplein. Peter Post et Fritz Pfenninger s'imposent. Quatre évènements de Six Jours sont organisés dans ces lieux.
En 2001, les Six Jours d'Amsterdam sont recréés dans le nouveau vélodrome d'Amsterdam, disposant d'une piste de 200 mètres et d'une capacité d'accueil de 2000 spectateurs.
Le Néerlandais Danny Stam détient le record de victoires avec quatre succès.

## Palmarès
| Année   | Vainqueur                          | Deuxième                             | Troisième                            |
| ------- | ---------------------------------- | ------------------------------------ | ------------------------------------ |
| 1932    | Piet van Kempen Jan Pijnenburg     | Viktor Rausch (de) Gottfried Hürtgen | Adolphe Charlier Roger Deneef        |
| 1933    | Jan Pijnenburg Cor Wals            | Paul Broccardo Marcel Guimbretière   | Viktor Rausch (de) Gottfried Hürtgen |
| 1934    | Paul Broccardo Marcel Guimbretière | Jan Pijnenburg Jan van Kempen        | Albert Buysse Roger Deneef           |
| 1935    | Non-disputés                       |                                      |                                      |
| 1936    | Frans Slaats Adolphe Charlier      | Jan Pijnenburg Piet van Kempen       | Albert Billiet Roger Deneef          |
| 1937-65 | Non-disputés                       |                                      |                                      |
| 1966    | Peter Post Fritz Pfenninger        | Palle Lykke Jensen Freddy Eugen      | Jan Janssen Patrick Sercu            |
| 1967    | Palle Lykke Jensen Freddy Eugen    | Fritz Pfenninger Jo de Roo           | Sigi Renz Romain Deloof              |
| 1968    | Jan Janssen Klaus Bugdahl          | Peter Post Leo Duyndam               | Palle Lykke Jensen Freddy Eugen      |
| 1969    | Peter Post Romain Deloof           | Dieter Kemper Klaus Bugdahl          | Gérard Koel Piet de Wit (nl)         |
| 2001    | Matthew Gilmore Scott McGrory      | Silvio Martinello Marco Villa        | Robert Slippens Danny Stam           |
| 2002    | Silvio Martinello Marco Villa      | Robert Slippens Danny Stam           | Matthew Gilmore Scott McGrory        |
| 2003    | Robert Slippens Danny Stam         | Bruno Risi Kurt Betschart            | Matthew Gilmore Scott McGrory        |
| 2004    | Robert Slippens Danny Stam         | Bruno Risi Kurt Betschart            | Matthew Gilmore Scott McGrory        |
| 2005    | Bruno Risi Kurt Betschart          | Robert Slippens Danny Stam           | Matthew Gilmore Iljo Keisse          |
| 2006    | Danny Stam Peter Schep             | Joan Llaneras Isaac Galvez           | Bruno Risi Franco Marvulli           |
| 2007    | Iljo Keisse Robert Bartko          | Robert Slippens Danny Stam           | Peter Schep Erik Zabel               |
| 2008    | Robert Slippens Danny Stam         | Iljo Keisse Robert Bartko            | Erik Zabel Leif Lampater             |
| 2009    | Robert Bartko Roger Kluge          | Bruno Risi Franco Marvulli           | Danny Stam Leif Lampater             |
| 2010    | Roger Kluge Robert Bartko          | Leon van Bon Danny Stam              | Franco Marvulli Niki Terpstra        |
| 2011    | Niki Terpstra Iljo Keisse          | Peter Schep Wim Stroetinga           | Yoeri Havik Nick Stöpler             |
| 2012    | Michael Mørkøv Pim Ligthart        | Niki Terpstra Iljo Keisse            | Peter Schep Wim Stroetinga           |
| 2013    | Kenny De Ketele Gijs Van Hoecke    | Leif Lampater Raymond Kreder         | Jens Mouris Wim Stroetinga           |
| 2014    | Niki Terpstra Yoeri Havik          | Jasper De Buyst Pim Ligthart         | Leif Lampater Nick Stöpler           |
| 2016    | Kenny De Ketele Moreno De Pauw     | Leif Lampater Marcel Kalz            | Tristan Marguet Claudio Imhof        |